# 荷尔斯泰因

日德兰半岛深紅色。北石勒苏益格鮮紅色，南石勒苏益格土黃色，中間為今日丹麥德國邊界。荷尔斯泰因黃色。

荷尔斯泰因（德語：Holstein，發音：[ˈhɔlʃtaɪn] ⓘ）地區位於易北河和艾德河之間，是德國北部石勒苏益格-荷尔斯泰因州的一部分。
此地在811–1474年由荷尔斯泰因伯國統治，隨後(1474–1866)由荷尔斯泰因公国統治，是神聖羅馬帝國的北方領土。荷尔斯泰因的歷史與石勒苏益格公国密切相關。本區首都為基爾。